# Groß Dratow
Groß Dratow este o comună din landul Mecklenburg-Pomerania Inferioară, Germania.